# Schoenefeldia
Schoenefeldia is een geslacht uit de grassenfamilie (Poaceae). De soorten van dit geslacht komen voor in Afrika, gematigd en tropisch Azië.

## Soorten
Van het geslacht zijn de volgende soorten bekend: 
- Schoenefeldia elegans
- Schoenefeldia gracilis
- Schoenefeldia nutans
- Schoenefeldia pallida
- Schoenefeldia ramosa
- Schoenefeldia stricta
- Schoenefeldia transiens